# Napoléon Joseph Ney
Napoléon Joseph Ney (Parigi, 8 maggio 1803 – Saint-Germain-en-Laye, 26 luglio 1857) è stato un politico francese ufficiale e militare.
È stato eletto principe di Moskowa, Senatore del Secondo Impero francese e deputato alla camera dei Pari di Francia. Ha ricevuto l'onorificenza più alta dell'epoca della repubblica francese come Ufficiale della Legione d'Onore.